# 父母管理訓練
父母管理訓練（英文：Parent Training in Behavior Therapy 、Behavior Management Training for Parents, Parent Behavior Therapy、 Behavioral Parent Training、或 Parent Training）是行為治療的一部份。父母管理訓練是系列性的治療方案，教授家長正向增強的一些方法，來改善學齡前兒童及學齡兒童的行為情形（如過動、易怒、難以遵照指令等）。
父母管理訓練是1960年代由兒童心理學家所提出的，其作法是透過介入、改變父母的行為來改變兒童的破壞性行為。此訓練是受到操作制約及應用行為分析等原理的啟發，一般會維持幾個月，主要是讓父母學習如何針對兒童適當的行為提供正向的強化（例如讚美及獎勵），並且針對不適當的行為，利用一些方式（如轉移注意力等）設定適當的限制。
父母管理訓練是在用於處理破壞性行為（特別是對立性反抗疾患及品行障碍）的方法中，最多被探討的方法之一，可以有效的減少兒童的破壞性行為，並且提昇父母的心理健康，也有一些研究是探討用父母管理訓練來治療有其他障礙的兒童。有關父母管理訓練研究的限制包括缺乏對於改變機制的相關知識，以及還沒有長期治療結果的研究。若父母無法全力參與管理訓練（可能因為個人精神及認知因素、父母高度衝突，或是無法參與每週的課程），要進行父母管理訓練會有困難。

## 技巧
低品質的管教、不適當的監管、雙重標準、父母本身的心理狀態、壓力、物質濫用都將間接導致早發性的行為問題，讓整個社會蒙受不少損失。 
「父母親負面的教養方式」和「孩子負面的言行」彼此之間常構成一個「高壓脅迫的循環」（coercive cycle）。「高壓脅迫的循環」起始於循環中的其中一人（甲方）開始用負面的言行來控制另一個人（乙方）的言行舉止；乙方也用負面的言行回敬甲方。於是甲乙之間如此的負向交擊便不斷的惡化直到甲乙其中一方認輸為止。:161 
舉例來說：倘若一個孩子試圖藉由鬧脾氣來逃避一件事，而孩子的父母親用吼叫的方式，要求小孩必須要做；此時孩子便以更倔強的脾氣來做回應，於是孩子的父母親便可能向孩子屈服，以避免親子衝突進一步擴大。孩子哭鬧的行為可能因此而被強化了，因為孩子發現鬧脾氣是一個能有效避免做那件事的方法。（這並非告訴父母要吵贏孩子）
父母管教訓練的宗旨即是教授父母親如何強化孩子好的行為，並避免在不知不覺中強化了孩子負面的行徑。
父母管教訓練的訓練內容以及訓練內容中各項教學課程的排序會因為不同的教學方案而有所不同。然而在絕大多數的父母管教訓練課程中，父母親會學習如何定義及記錄下對於孩子言行舉止（涵蓋正面及負面的言行）的觀察。這將是父母與治療師用來共同制定具體的改善目標、療程目標的重要參考依據，而且還能當成孩子成長的進度表。:216:166 
父母將學到「透過與孩子的眼神接觸」把「具體、簡明扼要的指令」以「心平氣和」的方式表達出來。:167
父母管教訓練的主旋律就是教導如何正向的強化孩子適當的行為。
總體來說，父母將學到透過交際回饋（Social rewards）（例如：稱讚、笑容、擁抱等）方式及具體報酬（concrete rewards）（例如：給予貼紙或點數並和孩子約好集滿一定的點數或貼紙就可以得到另一個更大的回饋）來酬賞孩子適當的言行。:216 
除此之外，父母將學會先為孩子設立簡單的目標以及將一個大目標分拆為許多小目標，並在孩子達成一個小目標時給予正向回饋。(this concept is called "successive approximations").:216:162
父母管教訓練也教受父母親如何適當地以結構化技巧來為孩子的負面行為設限。
父母將學習到用不同的方法來應對孩子正面或負面的行為。這種差異性應對稱為「差異性強化」（differential reinforcement）。
當孩子的行為稍微擾人但不危險的時候，父母將練習去忽略孩子的此種行為。
治療師會跟父母介紹當孩子不好的行為出現時，如何使用暫時隔離法。
父母將孩子暫時從犯錯的地方隔離，讓孩子暫時離開那個他想待著的環境。:128 
父母也會學習利用循環且固定的方式（systematic way）暫時剝奪孩子的權利（例如：孩子看電視、孩子玩耍），以應對孩子不恰當的行為（unwanted behavior）。
所有的處罰都一樣，必須在孩子犯錯時，立即實行且保持一致性。必須注意的是，父母在整個過程中需要保持平和，且要對孩子的好行為給予讚揚，以確保賞罰平衡。
標籤:168
除了正向強化/激勵和侷限在家庭中的情境設定，許多父母管教訓練的療程也融入了孩子在學校情境中的行為追縱且把它連結到在家中的行為獎勵制度，並與學校老師合作實行之。
:216:151
父母管教訓練大都由治療師（心理師或社工師）授予一個時段一個家庭或一個時段很多個家庭。父母是父母管教訓練的主角。然而孩子可以在父母和治療師覺得合適的時候共同參與。
:162  
一般來說，整個訓練課程包含12堂核心訓練課程（每周一堂）；然而不同的方案（programs）會有不同的核心訓練課程堂數。:215